# Castell de Falgons
El castell termenat de Falgons, declarat bé cultural d'interès nacional, és a Falgons, entitat de població del disseminat terme municipal de Sant Miquel de Campmajor, a poca distància de l'església parroquial de Sant Vicenç de Falgons, al vessant oriental de la serra de Falgons, contrafort de les serres de Finestres i Rocacorba.

## Història
Els orígens són confusos i embolicats amb l'origen del llinatge dels Cartellà, nissaga que la llegenda fa remuntar fins al temps de Carlemany (742-814). El 823 es té notícia de Galceran I, casat amb Sabina, filla de Jofre Rocabertí. El 985, Guillem de Cartellà participa en la reconquesta de Barcelona pel comte Borrell acompanyant Oliba Cabreta, comte de Besalú. El 1010, Galceran de Cartellà anà amb Bernat Tallaferro en la seva incursió contra el poder califal. A principis del segle xii el castell de Falgons ja pertanyia a aquesta poderosa família, que arribà a posseir diversos castells com Hostoles i Rocacorba. Es documenta Pere Galceran I de Cartellà (1208-36) l'hereu del qual, Galceran V inicia la branca dels Cartellà-Falgons, residents a Falgons, casal que el 1251 pertanyia a la jurisdicció del castell de Finestres. De Guillem Galceran II de Cartellà (1232-1322), cap dels almogàvers durant la conquesta del Regne de Sicília on participà amb Roger de Llúria, en parla el cronista Ramon Muntaner com un dels millors cavallers del seu temps, tot comparant-lo a Lancelot del Llac. Els Cartellà reeixiren a convertir el seu casal en castell termenat i centre d'una baronia o domini jurisdiccional; entre el 1404 i el 1580, tots els seus hereus foren enterrats a Sant Vicenç de «Felegoso», parròquia que, junt amb el castell, apareix en els fogatges de l'any 1358 i el 1359; en aquests documents amb el nom de parròquia de Sant Vicenç de «Fulgonitus». El 1463 era feudatari del bisbe de Girona per raó dels delmes en Pere de Cartellà, senyor de Falgons. El 1523 era senyor de Falgons en Pere Galceran de Cartellà, que va ajudar a Ferran el Catòlic en la conquesta de Granada. Hi ha documentació d'altres membres de la família fins al segle xviii.

## Arquitectura

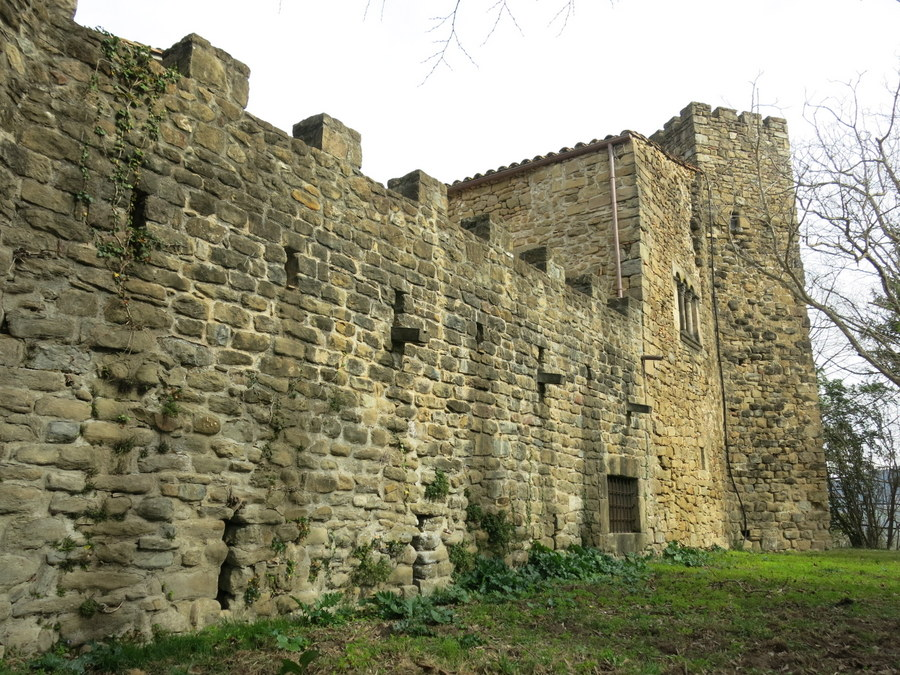
Castell de Falgons (2016)

La seva especial història fa que el castell tingui la disposició d'un gran casal residencial i que el castell actual sigui el resultat de nombroses reformes, amb una planta quadrada sensiblement geomètrica i poc habitual. Limitat per murs alts de carreus, amb torres defensives situades a les cantonades. A l'interior hi ha un ampli pati, del qual arrenca l'escala d'accés a les sales de la planta pis, amb arcs semicirculars. A la façana principal destaca la porta d'entrada d'arc de mig punt amb dovelles, sobre la qual hi ha l'escut nobiliari dels Cartellà. La resta d'obertures exteriors són quadrangulars amb llinda monolítica, pedres de descàrrega i ampit. Al voltant del pati hi havia la capella de St. Anton, les cavallerisses i les habitacions del servei. Es conserven diverses espitlleres situades a la planta baixa al llarg de tot el perímetre de muralla del castell. La torre de l'angle sud-oest està parcialment derruïda; només es conserva part del parament. Les torres de l'angle sud-est i nord-oest mantenen un bon estat de conservació però no la totalitat de la seva alçada original. El pati interior l'acosta a la tipologia pròpia dels castells medievals però els elements més significatius (portes, finestres, etc.) ens condueixen a obra dels segles XV i XVI. No obstant, Lluís G. Constans i Serrats data tres de les torres i part de la base dels murs al segle xiii.